# La Jeune Fille dans la tour
Jungfrun i tornet (La Jeune Fille dans la tour) JS 101, est le seul opéra terminé du compositeur finlandais Jean Sibelius. Son livret en suédois est de Rafael Hertzberg (en). Il a été exécuté d'abord dans une version de concert lors d'une soirée de collecte de fonds pour la Société Philharmonique d'Helsinki le 7 novembre 1896. Il a été représenté trois autres fois avant d'être retiré par Sibelius, sous prétexte qu'il voulait réviser la partition. Il ne l'a jamais fait et l'opéra est resté inconnu jusqu'en 1981. Cette année-là, Il a été diffusé à la radio finlandaise. Le manque de succès de l'œuvre a été attribué à la faiblesse du livret, décrit par Stephen Walsh comme « une concoction sans vie ». Certains passages de la musique montrent l'influence de Richard Wagner. L'opéra comporte un acte unique, divisé en huit scènes, et dure environ 35-40 minutes.

## Rôles
| Personnage        | Voix          | Distribution lors de la création |
| ----------------- | ------------- | -------------------------------- |
| Jeune fille       | soprano       | Ida Flodin                       |
| Bailli de justice | baryton       | Engström                         |
| Amant             | ténor         | Abraham Ojanperä                 |
| Châtelaine        | mezzo-soprano | Emmy Achté                       |

## Argument
L'histoire se déroule au Moyen Âge.
Dans la première scène, le bailli de justice voit une belle jeune fille cueillant des fleurs. Il essaie d'attirer la jeune fille en lui promettant des richesses, et comme cela ne fonctionne pas, il la prend par la force et l'emprisonne dans son château.
Dans la deuxième scène, la jeune fille déplore son sort.
Dans la troisième scène, un chœur exprime son émotion. La jeune fille se plaint de son sort.
La quatrième scène introduit un ténor, l'amant qui déplore la perte de la fille.
Le cinquième scène commence avec un duo extatique, quand l'amant voit la jeune fille emprisonnée dans sa tour.
Dans la sixième scène, le bailli de justice et l'amant se querellent au sujet de la jeune fille et tirent leurs épées.
Dans la septième scène, la dame de Château interrompt le duel, et après une très brève explication, renvoie le bailli.
Dans la huitième scène, la jeune fille libérée et son amant se réjouissent et louent la dame du château. Le chœur se joint à eux pour exprimer sa gratitude.

## Enregistrements
- The Complete Orchestral Music, Vol. 5. Jungfrun i tornet. Mari-Ann Häggander, Jorma Hynninen, Erland Hagegård, Tone Kruse, Gothenburg Symphony Orchestra and Chorus, conducted by Neeme Järvi (Bis, 1985).
- The Maiden in the Tower. Garry Magee, Lilli Paasikivi, Solveig Kringelborn, Lars-Erik Jonsson, Estonian National Symphony Orchestra, conducted by Paavo Järvi (Virgin, 2002).

## Source de la traduction
- (en) Cet article est partiellement ou en totalité issu de l’article de Wikipédia en anglais intitulé « Jungfrun i tornet » (voir la liste des auteurs).